# Volvera Rugby (féminines)
Actualités
Le Volvera Rugby est un club féminin de rugby à XV basé à Volvera, dans l'agglomération de Turin, dans le Piémont en Italie. Fondée en 2021, l'équipe senior évolue en première division.

## Histoire
La section féminine du Volvera Rugby est fondée en 2021. Elle fait ses débuts dans le championnat de Serie A (la deuxième division) et termine troisième de sa poule[réf. nécessaire]. La saison suivante, Volvera termine en tête de sa poule et se hisse en finale du championnat, où elles sont battues par Calvisano qui monte en première division.
En 2023-2024, elles terminent à nouveau en tête de leur poule (onze victoires en douze matchs). Encore qualifiées pour la finale, elles s'imposent 20 à 17 face aux Puma Bisenzio et sont sacrées championnes. L'équipe est promue en première division. Durant l'été, la jeune Elisa Cecati est sélectionnée avec l'équipe d'Italie des moins de 20 ans.
La saison en élite se conclue sans victoire : Volvera est relégué.

## Palmarès
- Championnat d'Italie de 2e division :
  - Championnes en 2024.
  - Finalistes en 2023.

| Saison    | Classement  | Compétition   | Pts | MJ | V  | N | D  | Phase finale                                 |
| --------- | ----------- | ------------- | --- | -- | -- | - | -- | -------------------------------------------- |
| 2021-2022 | 3e poule 2  | Serie A       | 34  | 10 | 7  | 0 | 3  | non qualifiées                               |
| 2022-2023 | 1er poule 1 | Serie A       | 48  | 10 | 10 | 0 | 0  | Finaliste (17-19 contre Calvisano)           |
| 2023-2024 | 1er poule 1 | Serie A       | 55  | 12 | 11 | 0 | 1  | Championnes (20-17 contre les Puma Bisenzio) |
| 2024-2025 | 8e          | Serie A Élite | 2   | 14 | 0  | 1 | 13 | non qualifiées                               |